# كنال+ ديكالي
كانت كنال+ ديكالي كانت قناة تلفزيونية فرنسية مدفوعة . وهي جزء من قنوات كنال+ ، "ديكالي" تعني "متداخلة" ، وكانت عبارة عن شبكة فائضة تحمل بشكل أساسي برمجة الأحداث التي لا يمكن احتوائها على شبكة كنال+ العادية ، إلى جانب عمليات إعادة تلك البرامج.

## تاريخ
تم إطلاق قناة كنال+ بلو (بالفرنسية:Canal + Bleu) في 27 أبريل 1996 ، على القمر الصناعي والكابل كقناة متعددة البث لأفلام كنال+.
كجزء من إنشاء باقة كنال+، غيرت القناة اسمها في 1 نوفمبر 2003 إلى كنال+ كونفورت. ثم تغير الإسم إلى اسمها الحالي في عام 2005 ليصبح إسمها كنال+ ديكالي.
تبث القناة برامجها بجودة عالية منذ 12 أكتوبر 2010.
يتم استخدام ديكالي للقنوات الناقلة للعديد من الأحداث ، مثل كنال+ ريو 2016 (الناقلة للألعاب الأولمبية 2016 ) و كنال+ تنس (الناقلة لـبطولة باريس للماسترز ).
في 29 أغسطس 2022 ، تم إغلاق كنال+ ديكالي واستبدالها بـ كنال+ سبورتس 360 بعد يومين.

## أنظر أيضا
- كنال+
- كنال+ سيريس
- كنال+ عائلة
- كنال+ سبورت
- كنال+ السينما

## روابط خارجية
- الموقع الرسمي